# Constituição do Estado de Goiás
A Constituição do Estado de Goiás é a Lei estadual fundamental de Goiás, promulgada segundo os princípios da Constituição do Brasil pela Assembleia Legislativa em 5 de outubro de 1989.

## Preâmbulo
A Constituição do Estado de Goiás apresenta o seguinte preâmbulo:
| “                                              | Sob a proteção de Deus e em nome do povo goiano, nós, Deputados Estaduais, investidos de Poder Constituinte, fiéis às tradições históricas e aos anseios de nosso povo, comprometidos com os ideais democráticos, respeitando os direitos fundamentais da pessoa humana, buscando definir e limitar a ação do Estado em seu papel de construir uma sociedade livre, justa e pluralista, aprovamos e promulgamos a presente Constituição do Estado de Goiás. | ” |
| — Preâmbulo da Constituição do Estado de Goiás | |   |

## Corpo redacional
A redação da Constituição de Goiás é composta por 181 artigos, além de 47 artigos do texto do Ato das Disposições Constitucionais Transitórias.

### Corpo constituinte
- Milton Alves Ferreira — Presidente
- Brito Miranda — 1º Vice-Presidente
- Cleuzita de Assis — 2º Vice-Presidente
- Rubens Cosac — 1º Secretário
- Divino Vargas — 2º Secretário
- Jamil Miguel — 3º Secretário
- Mário Filho — 4º Secretário
- Solon Amaral — Relator Geral
- Agenor Rodrigues de Rezende
- Altamir Mendonça
- Álvaro Guimarães
- Antônio Carlos Moura
- Ataíde Borges
- Athos Magno
- Benvindo Lôpo
- Carlos Rosemberg Gonçalves dos Reis
- CéIio Costa
- Conceição Gayer
- Eurico Barbosa
- Francisco de Castro
- George Hidasi
- Geraldo de Souza
- Hagaús Araújo
- Heli Dourado
- José Alberto
- Manoel de Oliveira
- Mauro Netto
- Nerivaldo Costa
- Osmar CabraI
- Oswaldo Rezende
- Paulo Reis
- Paulo Ribeiro
- Romualdo Santillo
- Sílvio Paschoal
- Totó Cavalcante
- Vilmar Rocha
- Virmondes Cruvinel
- Victor Ricardo
- Wagner Nascimento
- Walter Rodrigues
- Warner Carlos Prestes

## História
Conforme o caráter prescritivo da Constituição de 1988, que exige de cada uma das unidades da federação a elaboração de uma Constituição estadual. Esta, do estado goiano, foi assinada na Assembleia Legislativa de Goiás em 5 de outubro de 1989.

### Histórico das constituições do estado
Antes de ser promulgada a Constituição estadual de 1989, o estado de Goiás já fora regido por outras Cartas Magnas:
- Constituição Estadual de 1891, promulgada em 1 de dezembro de 1891.
- Constituição Estadual de 1935
- Constituição Estadual de 1945
- Constituição Estadual de 1947
- Constituição Estadual de 1967